# ان برودی
اَن برودی (انگلیسی: Ann Brody؛ ‏ ۲۹ اوت ۱۸۸۴ – ۱۶ ژوئیهٔ ۱۹۴۴) بازیگر اهل ایالات متحده آمریکا بود. وی بین سال‌های ۱۸۹۵ تا ۱۹۴۰ میلادی فعالیت می‌کرد.
از فیلم‌هایی که وی در آن‌ها نقش داشته است، می‌توان به یک عاشقانه سلطنتی اشاره نمود.